# Sally Carson
Sylvia Mary Margaret Carson (? –), Sally Carson néven ismert angol írónő, akinek 1934-ben megjelent, elismert regénye, a Crooked Cross előrevetítette a náci fenyegetést Németországban. A regényt 2025 áprilisában újra kiadta a Persephone Books.

## Fiatalkora
Carson, akinek két idősebb nővére volt, 1902. szeptember 30-án született az angliai Surrey megyei Thornton Heath-ben. Édesapja, Arthur Louis Carson négy évvel később meghalt, édesanyja, Charlotte Winstanley Stratford pedig Dorsetben nevelte fel a családot.

## Irodalmi munkásság
Carson a németországi Bajorországban töltött nyaralása alatt kezdte el írni a Crooked Cross-t. A dramatizált változatot 1935-ben mutatták be a Birmingham Repertory Theatre-ben, Herbert Prentice rendezésében, majd 1937-ben a londoni West End Westminster Theatre-ben mutatták be Anne Firth főszereplésével.
A The Observer 2025-ös cikke szerint a Crooked Cross „a német fiatalok egy csoportjának növekvő elégedetlenségét mutatja be, akik elveszettnek és mellőzöttnek érzik magukat, és ezért egy új tekintélyelvű vezető felé fordulnak”, és „megjósolta a náci fenyegetés mértékét”.
Ezt követően két folytatásos regényt írt, The Prisoner (1936) és A Traveller Came By (1938) címmel.

## Magánélete
Carson 1938-ban Londonban feleségül ment Eric Humphries (1894-1968; második házassága) kiadóhoz, a Lund Humphries társalapítójának fiához. Az észak-yorkshire-i Thorpe-ban éltek, és három gyermekük született. Mellrákban halt meg 1941. június 21-én, 38 éves korában egy leedsi szanatóriumban.

## Könyvei
- Crooked Cross (1934)
- The Prisoner (1936)
- A Traveller Came By (1938)

### Magyarul megjelent
- Görbe kereszt (Crooked Cross) – XXI. Század, Budapest, 2025 · ISBN 9789635686247 · Fordította: Borbély Judit Bernadett

## Fordítás
- Ez a szócikk részben vagy egészben  a   Sally Carson (author) című angol Wikipédia-szócikk ezen változatának fordításán alapul.  Az eredeti cikk szerkesztőit annak laptörténete sorolja fel. Ez a jelzés csupán a megfogalmazás eredetét és a szerzői jogokat jelzi, nem szolgál a cikkben szereplő információk forrásmegjelöléseként.